# Dizionario della lingua italiana (Tommaseo)
Il Dizionario della Lingua Italiana di Nicolò Tommaseo e Bernardo Bellini, detto brevemente anche Tommaseo-Bellini è il più importante dizionario della lingua italiana prodotto durante il Risorgimento italiano.

## Storia
L'opera ha una storia lunga e complessa, e nasce dall'interesse sempre vivo che il Tommaseo ebbe per la lingua e per la lessicografia in particolare. Ancora studente sedicenne, a Padova,  abbozzava le "Regole necessarie alla facitura di un lessico latino", rimaste incompiute, ma è negli anni del primo soggiorno fiorentino che questo suo interesse diventa organico e concreto.
Verso il 1827, giunto a Firenze, si procurò una copia dell'edizione 1806 del Vocabolario della Crusca e cominciò ad interfoliarla con pagine fitte di appunti. Nel 1830 pubblicò il Dizionario dei sinonimi della lingua italiana, opera che fece apprezzare al grande pubblico le sue capacità linguistiche e che ebbe per svariati decenni continue ristampe.
Fu probabilmente sulla scia di questo successo che nel 1835 l'editore torinese Giuseppe Pomba contattò il Tommaseo per una nuova e più importante opera lessicografica. Ma dopo tre lustri l'opera non era ancora stata realizzata. Divenne risolutivo l'intervento di un terzo personaggio, anch’egli torinese come il Pomba: Maurizio Guigoni, direttore della Società editrice italiana. Le trattative tra Guigoni e Tommaseo si protrassero per quattro anni, dal 1852 al 1856. Fu definito il “taglio” del lavoro, che doveva essere un "Vocabolario generale della lingua italiana". Ma dopo la firma del contratto, avvenuta il 15 luglio 1856, Guigoni si ritirò dall'impresa, probabilmente per ragioni finanziarie.
L'iniziativa editoriale fu assunta definitivamente dal Pomba. La stesura vera e propria iniziò nel 1857 e proseguì per quasi un ventennio, articolandosi in otto volumi, apparsi tra il 1861 e il 1874. Tommaseo e Bellini morirono rispettivamente nel 1874 e nel 1876, quindi spettò a Giuseppe Meini portare a compimento gli ultimi due volumi: 
Il lavoro in collaborazione con un editore piemontese come il Pomba ha una rilevanza non indifferente per alcune implicazioni socioculturali che ne conseguono. In Piemonte, data la marginalità geografica della regione, la lingua italiana appariva ancora come un elemento estraneo e da raggiungere tramite uno studio accurato partendo da un dialetto molto diverso. Dopo la dominazione francese, con la Restaurazione, il Piemonte è fra le regioni che dimostrano più desiderio di raggiungere una lingua comune ed è quindi qui che si concentrano lavori lessicografici di diverso tipo. Il vocabolario si fa simbolo di una nuova speranza di tempi nuovi, sotto l'auspicio dell'unità politica appena raggiunta.
È un verosimile vocabolario dell'uso per gli anni 1860/70; presenta un lemmario molto ampio che attesta tutto il patrimonio della tradizione, corredato di citazioni di autori del Settecento/Ottocento, tra cui Ugo Foscolo, Giacomo Leopardi e Alessandro Manzoni, e allargando così il canone degli "auctores" che l'Accademia della Crusca aveva fissato.
Un illustre fruitore del Dizionario fu Gabriele D'Annunzio.

## Caratteristiche
Altra caratteristica importante è la ricca fraseologia di esempi, che il Tommaseo inventò a tavolino per documentare gli usi vivi; inoltre ci sono molte attestazioni di lemmi tecnico-scientifici, frutto di un lavoro di squadra, in cui hanno dato il proprio contributo una pluralità di collaboratori ad hoc per ogni materia. Proprio per questo l'opera è in parte disarmonica, particolarmente nelle voci polisemiche.
Al Tommaseo è stato inoltre rimproverato di essere intervenuto con commenti personali alle citazioni di alcuni autori, tra cui Leopardi. Il personalismo è presente in tutto il dizionario: ogni voce è infatti siglata dal suo autore.

## Edizioni contemporanee
Nel 2004 è stata prodotta dalla Zanichelli un'edizione in CD-ROM del Vocabolario (ISBN 8808077292).
Nel 2015 l'Accademia della Crusca ha prodotto per il proprio portale un'edizione online del Vocabolario, realizzando un apposito motore di ricerca (ne è autore l'informatico Daniele Fusi), applicato al testo XML fornito dalla casa editrice Zanichelli con uno scambio non oneroso: l'Accademia ha concesso il testo XML del Vocabolario degli accademici della Crusca del 1612, in cambio del testo del Dizionario Tommaseo-Bellini.